# Carl Zuckmayer

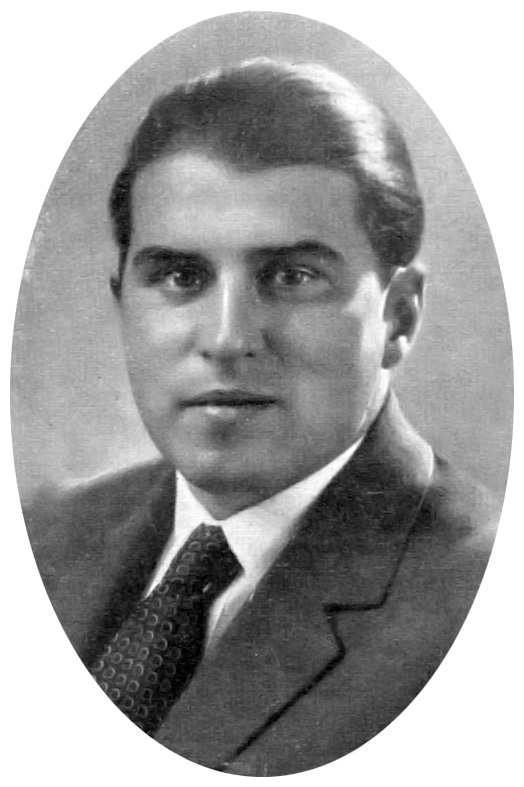
Carl Zuckmayer, 1920

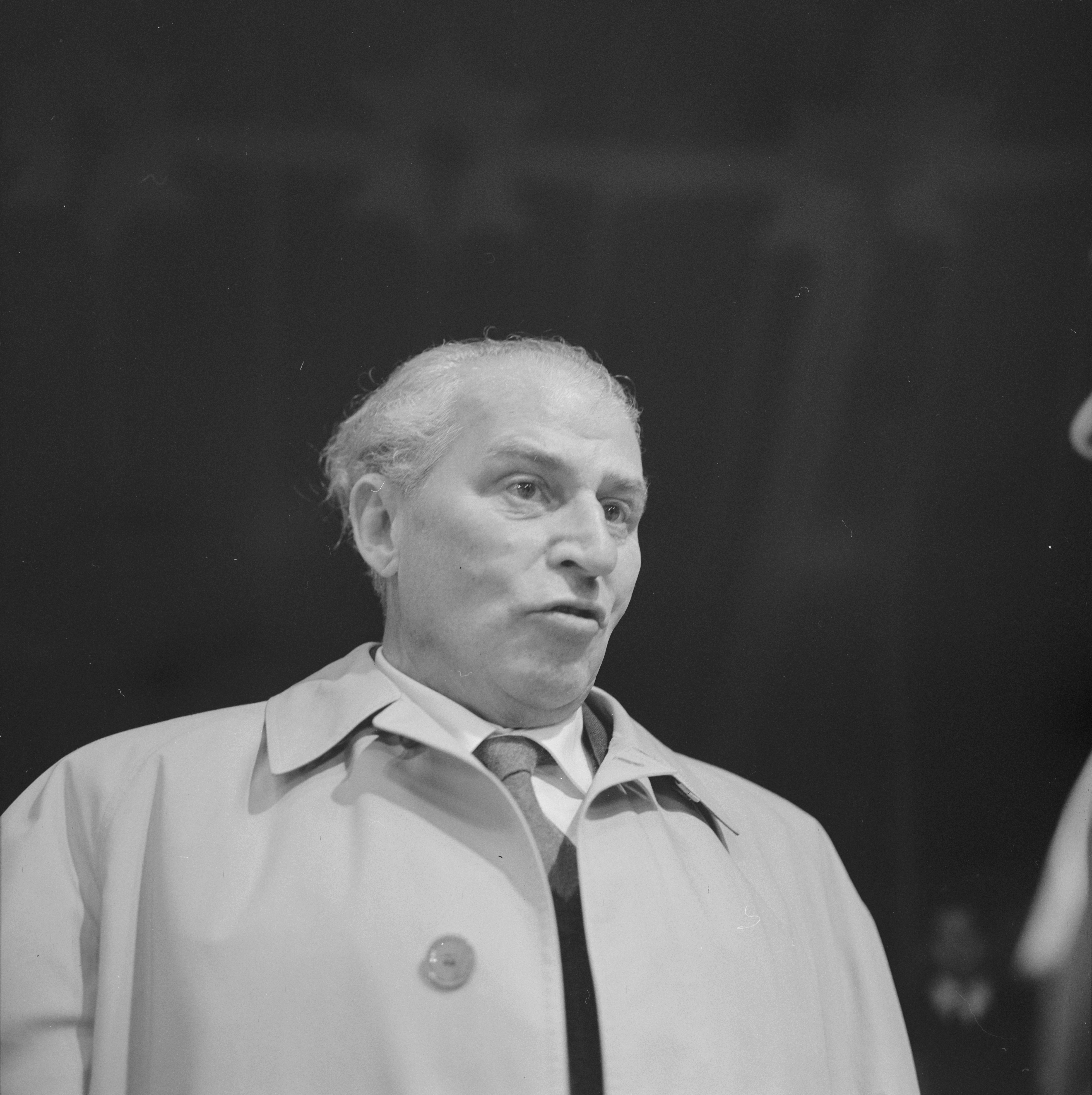
Carl Zuckmayer, Foto: Erling Mandelmann, Comet Photo, Bildarchiv der ETH-Bibliothek Zürich, 1964

Carl Zuckmayer (* 27. Dezember 1896 in Nackenheim, Rheinhessen; † 18. Januar 1977 in Visp, Kanton Wallis) war ein deutscher Schriftsteller, der wegen rassischer Verfolgung als Jude emigrierte und die US-amerikanische und die Schweizer Staatsbürgerschaft erwarb. 1925 begann im Berlin der Weimarer Republik seine Karriere mit der Aufführung der von ihm stammenden Komödie Der fröhliche Weinberg, der sich 1931 sein größter Erfolg, das Drama Der Hauptmann von Köpenick, anschloss.
Nach 1933 stand er in politischer Opposition zu den Nationalsozialisten und floh zunächst nach Österreich, nach dessen „Anschluss“ an das Deutsche Reich dann 1938 in die Schweiz. Im Jahr darauf emigrierte er in die Vereinigten Staaten. 1946 kehrte er, nunmehr als amerikanischer Staatsbürger, wieder nach Europa zurück. Sein im gleichen Jahr in Zürich aufgeführtes Drama Des Teufels General wurde sein größter Erfolg in der Nachkriegszeit. 1957 ließ sich Zuckmayer in Saas-Fee in der Schweiz nieder, wo er 1977 starb. Seine Autobiografie Als wär’s ein Stück von mir erschien 1966. Er war der jüngere Bruder des Konzertpianisten, Komponisten und Dirigenten Eduard Zuckmayer.

## Leben

### Herkunft und Jugend

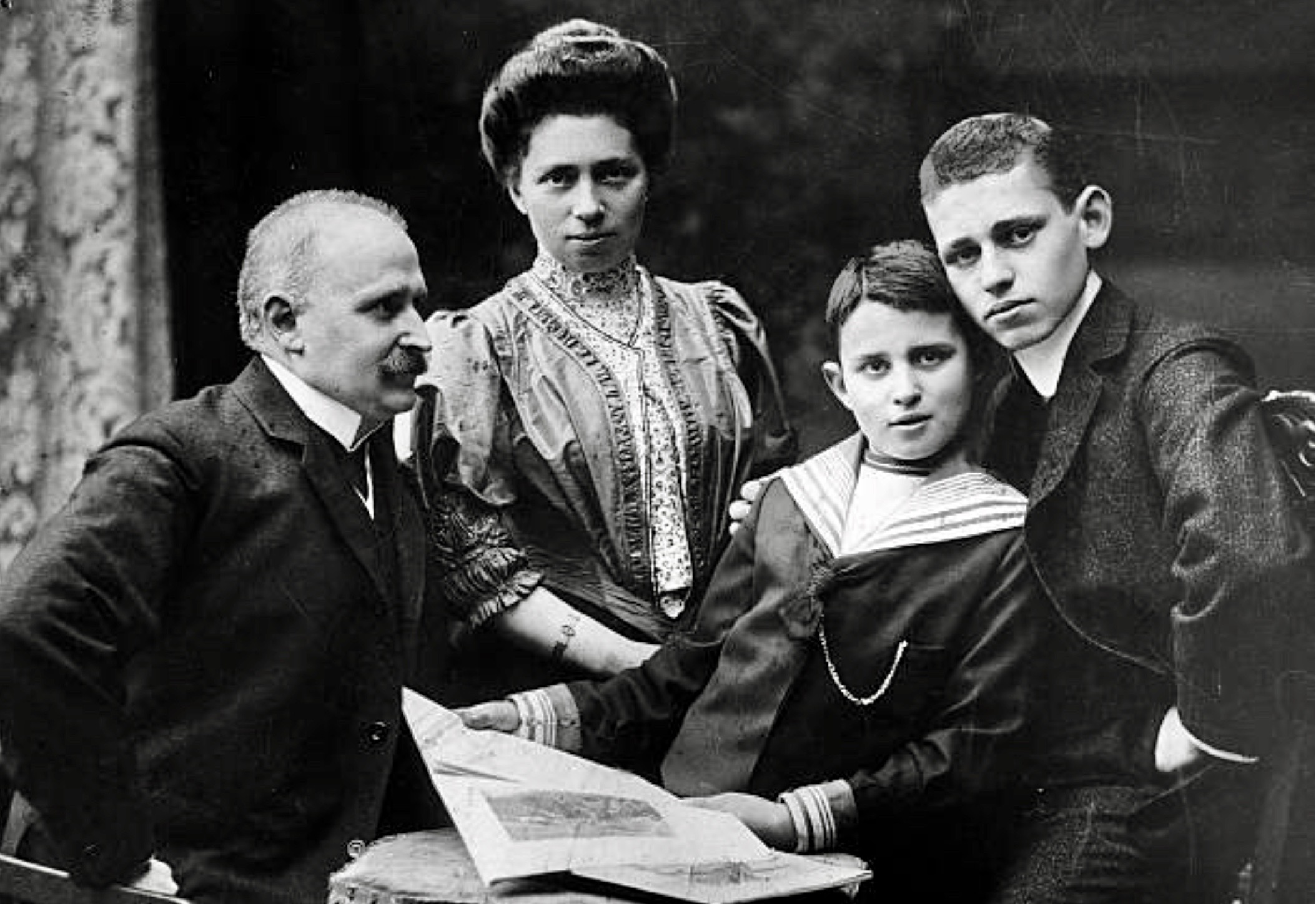
Familie Zuckmayer im Juli 1906, von links: Carl sen., Amalie, Carl jun., Eduard

Carl Zuckmayer war der zweite Sohn von Amalie (1869–1954), geborene Goldschmidt, und Carl Zuckmayer (1864–1947), Fabrikant für Weinflaschenkapseln in Nackenheim. Seine Großeltern mütterlicherseits waren assimilierte Juden: Der Großvater, Eduard Goldschmidt (1842–1919), war zum Lutheranismus konvertiert und anschließend zum evangelischen Kirchenrat aufgestiegen. Seine Frau, Rosalia (1843–1917), geborene Canstadt, war ebenfalls zum lutherischen Christentum übergewechselt.
Zuckmayer schilderte später seinen Großvater, Kirchenrat Goldschmidt, als einen Mann, der dem Judentum – als dem Milieu seiner eigenen sozialen und religiösen Herkunft – äußerst kritisch, ja feindselig, gegenüberstand:

„Manchmal in jungen Jahre wollte ich ihn [Eduard Goldschmidt] seines Renegatentums, seiner entschiedenen und heftigen Ablehnung alles Jüdischen wegen innerlich verachten, später wurde mir klar, wie falsch, vermessen und ahnungslos eine solche Betrachtung war, ich lernte die menschliche und historische Notwendigkeit seines Verhaltens begreifen, jenen radikalen Bruch mit einer Abgrenzung und Sonderung, die ihm als überlebt und abwegig erscheinen mußte […]“

Carl Zuckmayer jr. selbst wurde römisch-katholisch getauft, gemäß der Konfession seines Vaters. Er wuchs von 1900 an in Mainz auf, besuchte mit wenig Begeisterung die Schule und hatte oft Ärger mit seinen Lehrern. In der Oberprima entging er nur knapp einem Schulverweis. 1914 machte er das Notabitur am damaligen Neuen Gymnasium (heute: altsprachliches Rabanus-Maurus-Gymnasium) in Mainz und meldete sich als Kriegsfreiwilliger.

### Erster Weltkrieg
Zuckmayer trat dem (berittenen) Kgl. preuß. Feldartillerie-Regiment Oranien (1. Nassauisches) Nr. 27 (FAR 27) bei und kam an die Westfront. Dort wechselte er mehrmals die Einheit: Im Herbst 1915 diente er innerhalb der 35. Division (17. Armeekorps) als Unteroffizier in der Batterie 470, im Frühjahr 1916 stand er als Vizefeldwebel in der Batterie 462. Im Frühjahr war er der schweren 15-cm-Marine-Kanonen-Batterie 32 zugeteilt, seit Sommer 1917 als Leutnant der Reserve, als der er auch das Kriegsende erlebte. Als „Spezialist für Sturmabwehr“ war Zuckmayer zunächst für die riskante Aufgabe bestimmt, als „Drahtflicker“ die Telefonverbindungen zwischen der vordersten Linie und der rückwärtigen Artilleriestellung, auch und gerade unter Beschuss, zu reparieren. Als Offizier diente er dann als Vorgeschobener Beobachter, wobei er mehrfach in Gefahr geriet, von feindlicher Infanterie überrannt zu werden. Im letzten Kriegsjahr wurde er noch zum Artilleriebeobachter ausgebildet, der von einem Fesselballon oder vom Rücksitz eines Flugzeuges aus seiner Tätigkeit nachging. Wegen der Luftüberlegenheit des Gegners wurden diese Einsätze bald abgebrochen. Bis 1918 wurde er mehrmals ausgezeichnet und war zuletzt Inhaber des Eisernen Kreuzes beider Klassen, des badischen Ordens vom Zähringer Löwen mit Eichenlaub und Schwertern sowie der Hessischen Tapferkeitsmedaille.
Von 1917 an veröffentlichte er Gedichte in expressionistischen Zeitschriften, darunter in der von Franz Pfemfert herausgegebenen Aktion. Er unterzeichnete – zusammen mit Ludwig Bäumer, Albert Ehrenstein, Julius Talbot Keller, Karl Otten, Franz Pfemfert, Heinrich Schaefer, Hans Siemsen – den am 16. November 1918 in der Aktion veröffentlichten Aufruf der Antinationalen Sozialisten-Partei (A.S.P.) zur sozialistischen Weltrevolution.

### Weimarer Republik
Nach dem Krieg studierte Zuckmayer bis 1920 unter anderem Jura, Literaturgeschichte und Soziologie in Frankfurt am Main und Heidelberg. Im Dezember 1920 wurde sein Drama Kreuzweg am Staatstheater Berlin uraufgeführt, aber bereits nach drei Aufführungen wieder abgesetzt. Lobende Besprechungen erhielt es lediglich von Herbert Ihering und Siegfried Jacobsohn. Im Rückblick schrieb Zuckmayer:

„,Berlin, Berlin – Du z’mentne Rose!‘‚ hatte Johannes R. Becher gedichtet. In diesem Winter zeigte sie mir die Stacheln.“

1920 heiratete er seine Mainzer Jugendliebe Anne Marie Clara Ganz (1898–1988, ab 1933 verheiratet mit dem Bankier Rudolf Kaulla), von der er sich 1921 wieder scheiden ließ, nachdem er eine leidenschaftliche Liebesaffaire mit der Schauspielerin Annemarie Seidel, genannt Mirl, begonnen hatte. Bis 1922 schlug er sich als Bänkelsänger in Kneipen und mit Gelegenheitsarbeiten durch. So arbeitete er als Statist beim Film, als Anreißer für illegale Vergnügungslokale in Berlin und kurzzeitig auch als Drogendealer, wobei er nur durch Glück der Verhaftung entging.
1922 wurde Zuckmayer vom Intendanten Curt Elwenspoek an das Kieler Stadttheater geholt. Gemeinsam wollten sie im Frühjahr 1923 eine aktualisierte Fassung der Komödie Eunuch des antiken Dichters Terenz auf die Bühne bringen. Die zuständige Theaterkommission setzte jedoch die geplante Uraufführung unmittelbar nach der Generalprobe ab und entließ Zuckmayer und Elwenspoek fristlos.
Nach dem Kieler Theaterskandal war Zuckmayer als Dramaturg in München und (zusammen mit Bertolt Brecht) am Deutschen Theater Berlin tätig. Dort lernte er die Wiener Schauspielerin Alice Frank (1901–1991), geborene von Herdan, kennen, die er 1925 heiratete und mit der er bis zu seinem Tod zusammenlebte. Aus einer vorangegangenen Ehe mit dem kommunistischen Funktionär Karl Frank hatte sie eine Tochter (Michaela), deren Stiefvater Zuckmayer nun wurde. 1926 wurde seine leibliche Tochter Maria Winnetou geboren. Sie heiratete später den Schriftsteller Michael Guttenbrunner.
Der literarische Durchbruch gelang Zuckmayer mit der Komödie Der fröhliche Weinberg, die im Dezember 1925 im Theater am Schiffbauerdamm uraufgeführt wurde. Zuvor war das Stück von Paul Fechter für den Kleist-Preis vorgeschlagen worden, den Zuckmayer im gleichen Jahr erhielt. Sie führte vor allem wegen der parodistischen Darstellung eines Corpsstudenten zu zahlreichen Skandalen, wurde aber dennoch das meistgespielte Theaterstück in den 1920er Jahren. Von seinen Tantiemen kaufte sich Zuckmayer 1926 das Landhaus „Wiesmühl“ in Henndorf am Wallersee bei Salzburg. Dort entstanden in den Jahren vor seinem Exil viele seiner Stücke. Häufige Gäste in Henndorf waren Emil Jannings, Werner Krauß, Paula Wessely, Ewald Balser oder Thomas Mann.
Berlin blieb aber weiterhin sein berufliches Zentrum, und dort feierte er im Oktober 1927 mit der Uraufführung von Schinderhannes im Lessing-Theater den nächsten Theatererfolg. Dieses Stück wollte er als expliziten Gegenentwurf zum politischen Theater von Erwin Piscator verstanden wissen:
„Im Fröhlichen Weinberg war es mir gelungen, die Leute so von Herzen zum Lachen zu bringen, wie sie selten im Theater lachen können. Nun lag es mir am Herzen, die Leute auch einmal flennen zu lassen. Ich wollte wieder Menschen vom Gefühl her auf dem Theater ansprechen, gegen die sogenannte neue Sachlichkeit, gegen das lehrhaft-politische Theater, das in dieser Zeit begann.“

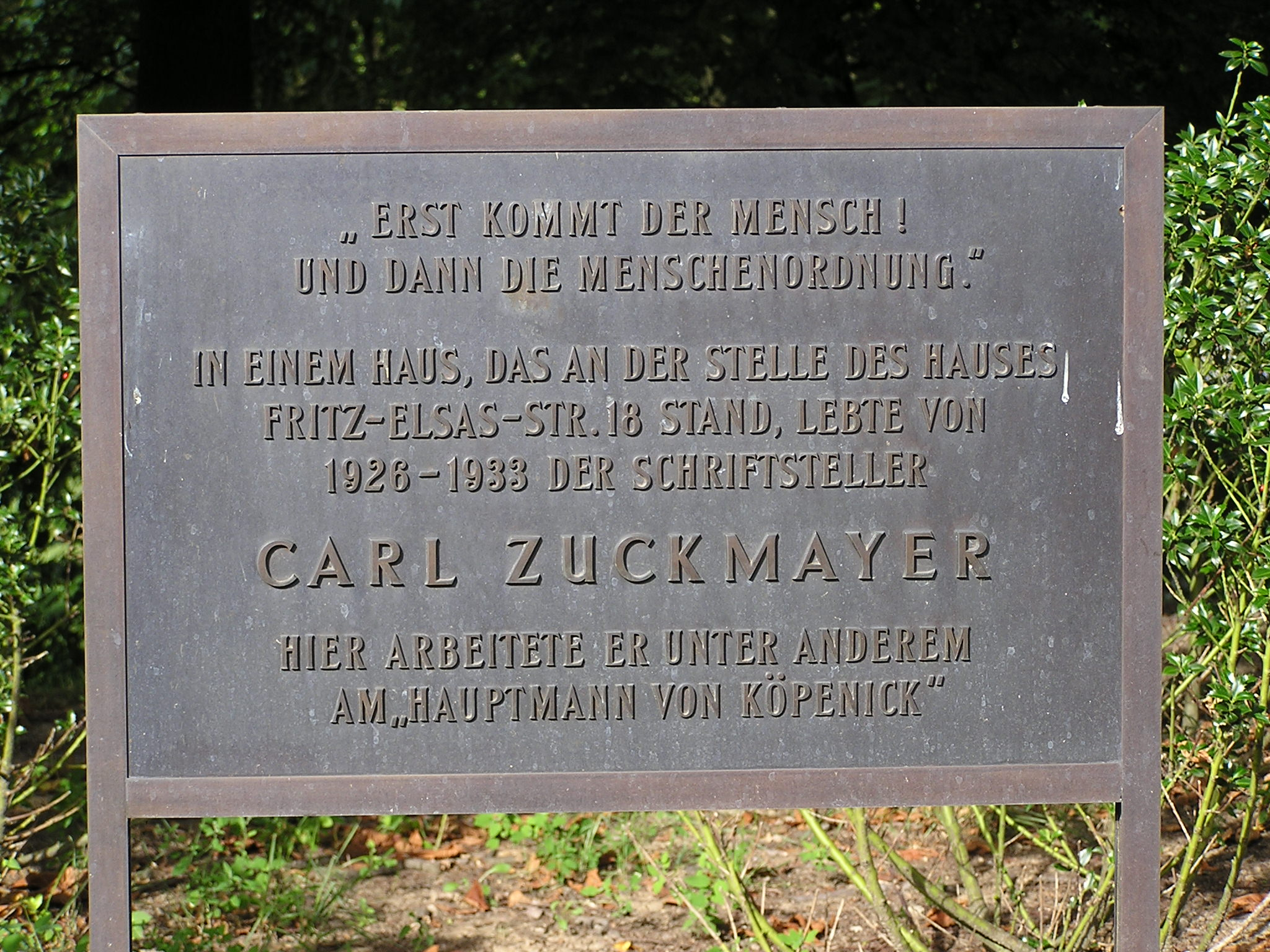
Gedenktafel in Berlin-Schöneberg

Im Dezember 1928 folgte das Volksstück Katharina Knie, eine Seiltänzerkomödie, das wieder großen Publikumszuspruch fand. Bei der Kritik fiel es allerdings durch – wie die meisten seiner Stücke nach dem Fröhlichen Weinberg. Zu dieser Zeit arbeitete er auch am Drehbuch zu dem Film Der blaue Engel mit, der nach dem Roman Professor Unrat von Heinrich Mann gedreht wurde und im Frühjahr 1930 in die Kinos kam. Im September 1931 dramatisierte Zuckmayer zusammen mit Heinz Hilpert die Erzählung In einem anderen Land von Ernest Hemingway für das Deutsche Theater in Berlin.
An dem stark musisch orientierten reformpädagogischen Landschulheim Schule am Meer auf der Nordseeinsel Juist erarbeitete Zuckmayer 1929 den Text zu dem 1931 in der Theaterhalle der Schule am Meer uraufgeführten Kinderbühnenstück Kakadu – Kakada seines dort als Musikdirektor wirkenden Bruders Eduard. Dadurch lernte er Schulgründer und -leiter Martin Luserke kennen, zu dem er eine Antipathie entwickelte, die sich später womöglich in seinem 1943/44 für den CIA-Vorläufer Office of Strategic Services (OSS) verfassten Dossier niederschlug. Das gemeinsame Bühnenstück wurde ab demselben Jahr auch auf Profibühnen erfolgreich.
Seinen größten Erfolg in den Jahren der Weimarer Republik hatte er mit der 1931 am Deutschen Theater in Berlin uraufgeführten Komödie Der Hauptmann von Köpenick. Ein deutsches Märchen. 160.000 Mark an Tantiemen (damals das Lebenseinkommen eines Schwerstarbeiters) trug sie ihm allein im ersten Jahr nach der Uraufführung ein, aber auch den Hass der Nationalsozialisten, denen die antimilitaristische Tendenz des Stücks zuwider war.

### Exil

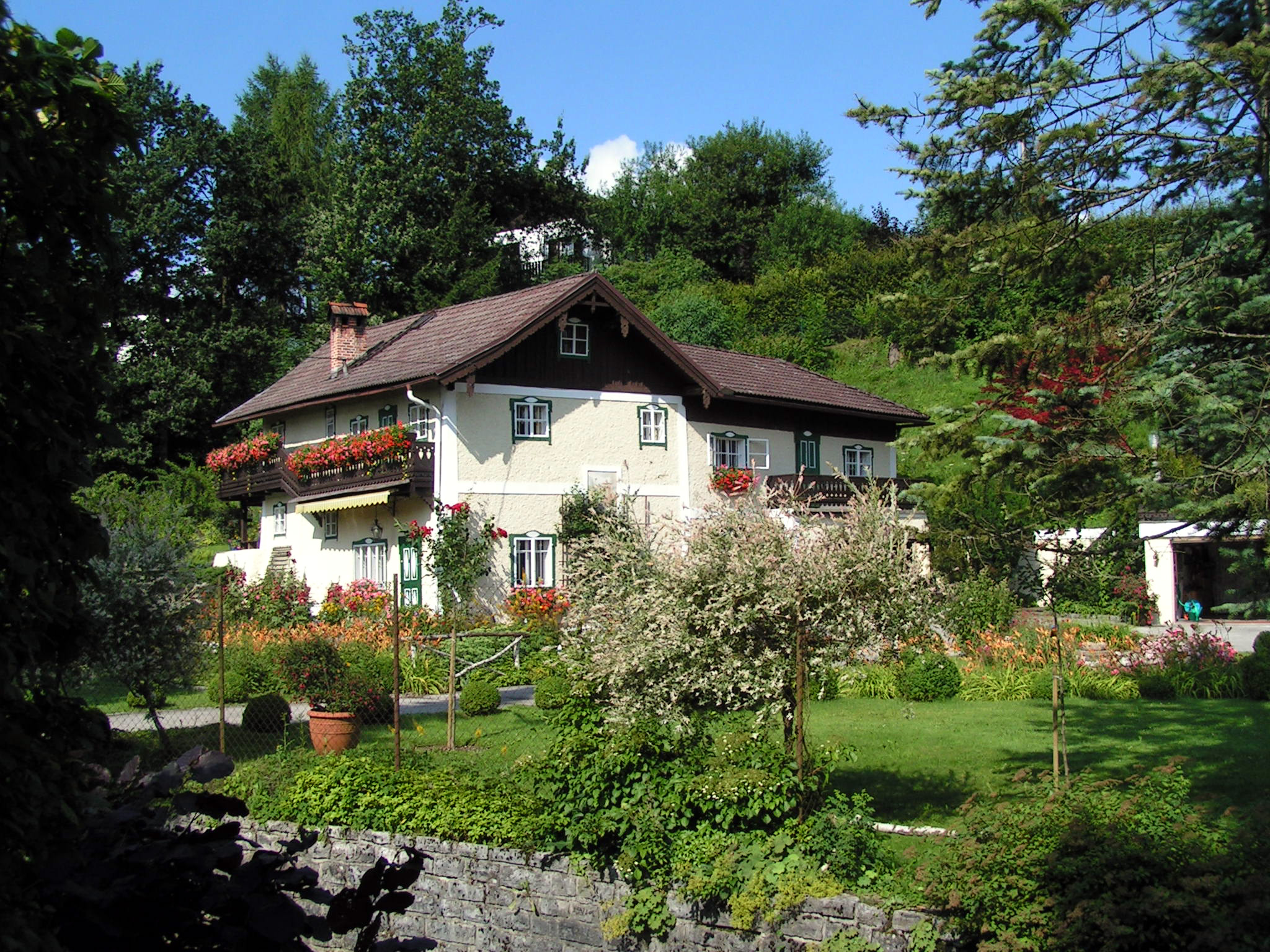
Haus „Wiesmühl“ in Henndorf

Als 1933 die nationalsozialistische Machtergreifung Zuckmayers Arbeit in Deutschland immer mehr erschwerte, verlegte er seinen Lebensmittelpunkt vollständig ins österreichische Exil in Henndorf am Wallersee. Sein Landhaus „Wiesmühl“, wo sich von Anfang an Schriftsteller und andere Künstler eingefunden hatten („Henndorfer Kreis“), entwickelte sich nun auch zur Zuflucht vor politischer Verfolgung.

„Als der Zug langsam in Feldkirch einfuhr und man den grellen Kegel der Scheinwerfer sah, hatte ich wenig Hoffnung. [...] Der Tag dämmerte bereits. Mein Puls klopfte mit dem Ticken der Uhr. Wenn man nur schon ’raus wäre. Jede Sekunde kann irgendeine neue Wendung bringen, jede neue Ablösung eines Grenzbeamten eine neue Verdächtigung, und die ganze Komödie war umsonst.“

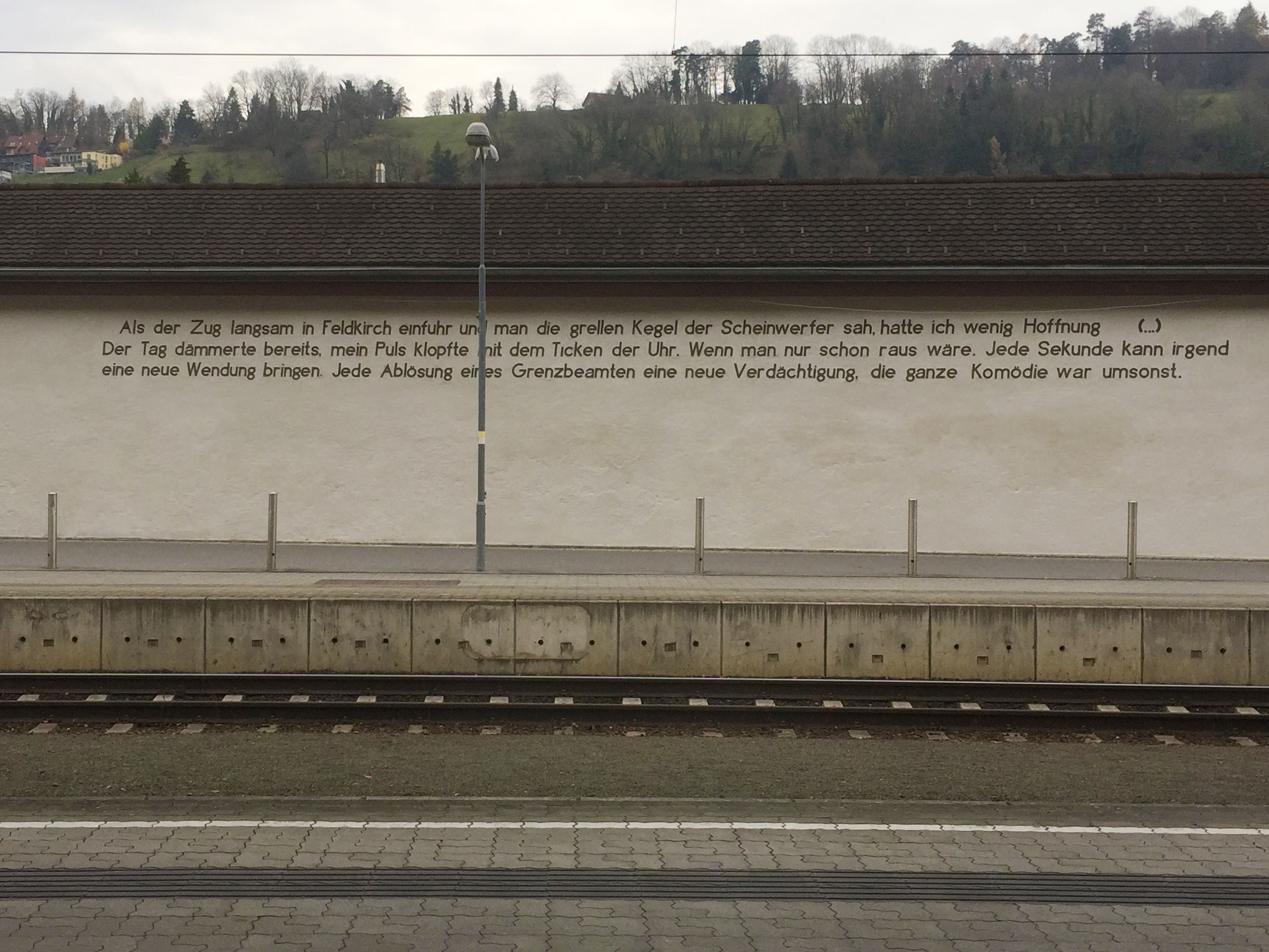
Carl-Zuckmayer-Zitat am Bahnhof Feldkirch:Als der Zug langsam in Feldkirch einfuhr und man den grellen Kegel der Scheinwerfer sah, hatte ich wenig Hoffnung. [...] Der Tag dämmerte bereits. Mein Puls klopfte mit dem Ticken der Uhr. Wenn man nur schon ’raus wäre. Jede Sekunde kann irgendeine neue Wendung bringen, jede neue Ablösung eines Grenzbeamten eine neue Verdächtigung, und die ganze Komödie war umsonst.

Nach dem „Anschluss“ Österreichs am 13. März 1938 sah sich Zuckmayer zur Flucht gezwungen. Er hatte öffentlich gegen die Nazis Stellung bezogen, und seine Werke waren schon seit 1933 in Deutschland verboten. Zudem drohte ihm gemäß der 1935 verabschiedeten Nürnberger Gesetze die Verfolgung als „Halbjude“. Sein älterer Bruder, der Musiker Eduard Zuckmayer, war, aufgrund der jüdischen Herkunft der christlich getauften Mutter, 1934 aus der Reichsmusikkammer ausgeschlossen worden, was einem Berufsverbot gleichkam. Im Jahr darauf war Eduard in die Türkei emigriert. Buchstäblich im letzten Moment, schreibt Carl Zuckmayer in seinen Memoiren Als wär’s ein Stück von mir, als Rollkommandos bereits das Haus in Henndorf besetzt hatten, um ihn festzunehmen, und bevor sie am folgenden Tag in seiner Wiener Wohnung erschienen und diese plünderten, entkam er unter Mithilfe von Alfred Ibach am 15. März 1938 mit dem Zug nach Zürich.
Dort konnte am 17. November 1938 die Uraufführung seines Schauspiels Bellman stattfinden, zu der es in Wien nach einer ersten Probe am 11. März nicht mehr gekommen war. Nachdem 1939 das Haus in Henndorf schließlich beschlagnahmt und die ganze Familie ausgebürgert worden war, emigrierte man über Paris, von wo man am 28. Mai 1939 mit dem Zug zur Einschiffung nach Rotterdam weiterreiste, auf Einladung der Journalistin Dorothy Thompson in die USA.
Zuckmayers Lebenssituation war dort naturgemäß schwierig. In der deutschen Exilantengemeinde galt er zunächst als Prototyp des „Halbemigranten“ (Alfred Döblin). Zeitweise konnte er in Hollywood als Drehbuchautor arbeiten. Als er jedoch seine „innere Unabhängigkeit“ und „Produktivität“ bedroht sah, kehrte er nach New York zurück und wurde Dozent an der von Erwin Piscator geleiteten Theaterschule der Exil-Universität der New School for Social Research. Da ihn diese Tätigkeit nicht befriedigte und er sich und die Familie damit auch nicht ernähren konnte, entschlossen er und seine Frau sich im Frühjahr 1941, sich als Farmer zu versuchen. Man gab die New Yorker Wohnung auf, pachtete bei Barnard, Windsor County (Vermont), wo Dorothy Thompson und ihr Mann Sinclair Lewis den Landsitz „Twin Farms“ unterhielten, für 50 Dollar im Monat die „Backwoods Farm“ und bewirtschaftete sie die folgenden Jahre. Zuckmayers Tochter Winnetou besuchte in der Nähe die von dem deutschen Emigrantenehepaar Max und Gertrud Bondy gegründete Windsor Mountain School.
Nach seinem Bühnenstück Katharina Knie  wurde 1942 Menschen, die vorüberziehen von der Gloria-Film A. G. verfilmt. Der Titelheld hieß nicht Knie, sondern Ludwig Horn. Regie führte Max Haufler. Die Darsteller waren u. a. Adolf Manz, Max Werner Lenz, Rudolf Bernhard, Lukas Ammann, Ellen Widmann und Marion Cherbuliez.
1943 schrieb Zuckmayer für den ersten amerikanischen Auslandsgeheimdienst, das Office of Strategic Services (OSS), Dossiers über Schauspieler, Regisseure, Verleger und Journalisten, die während der Zeit des „Dritten Reiches“ in Deutschland erfolgreich waren. Dabei machte er die ganze Spannbreite der Verhaltensmöglichkeiten in einer Diktatur von Anpassung bis hin zu Renitenz anhand von 150 exemplarischen Lebensläufen sichtbar. Diese Dossiers wurden erst 2002 als Geheimreport veröffentlicht.
1946, ein Jahr nach Kriegsende, kehrte Zuckmayer als ziviler Kulturbeauftragter des amerikanischen Kriegsministeriums erstmals nach Europa zurück. Nach einer fünfmonatigen Inspektionsreise schrieb er einen umfangreichen Deutschlandbericht, in dem er zahlreiche besatzungspolitische Maßnahmen kritisierte und eine Reihe konkreter Änderungsvorschläge machte. Er wurde 2004 erstmals publiziert.
Im Januar 1946 erhielt er die 1943 von ihm beantragte US-amerikanische Staatsbürgerschaft. Noch bis 1957 behielt Zuckmayer seinen Wohnsitz in Woodstock (Vermont), USA. Er lehnte es ab, einen Antrag auf Wiedereinbürgerung in Deutschland zu stellen.

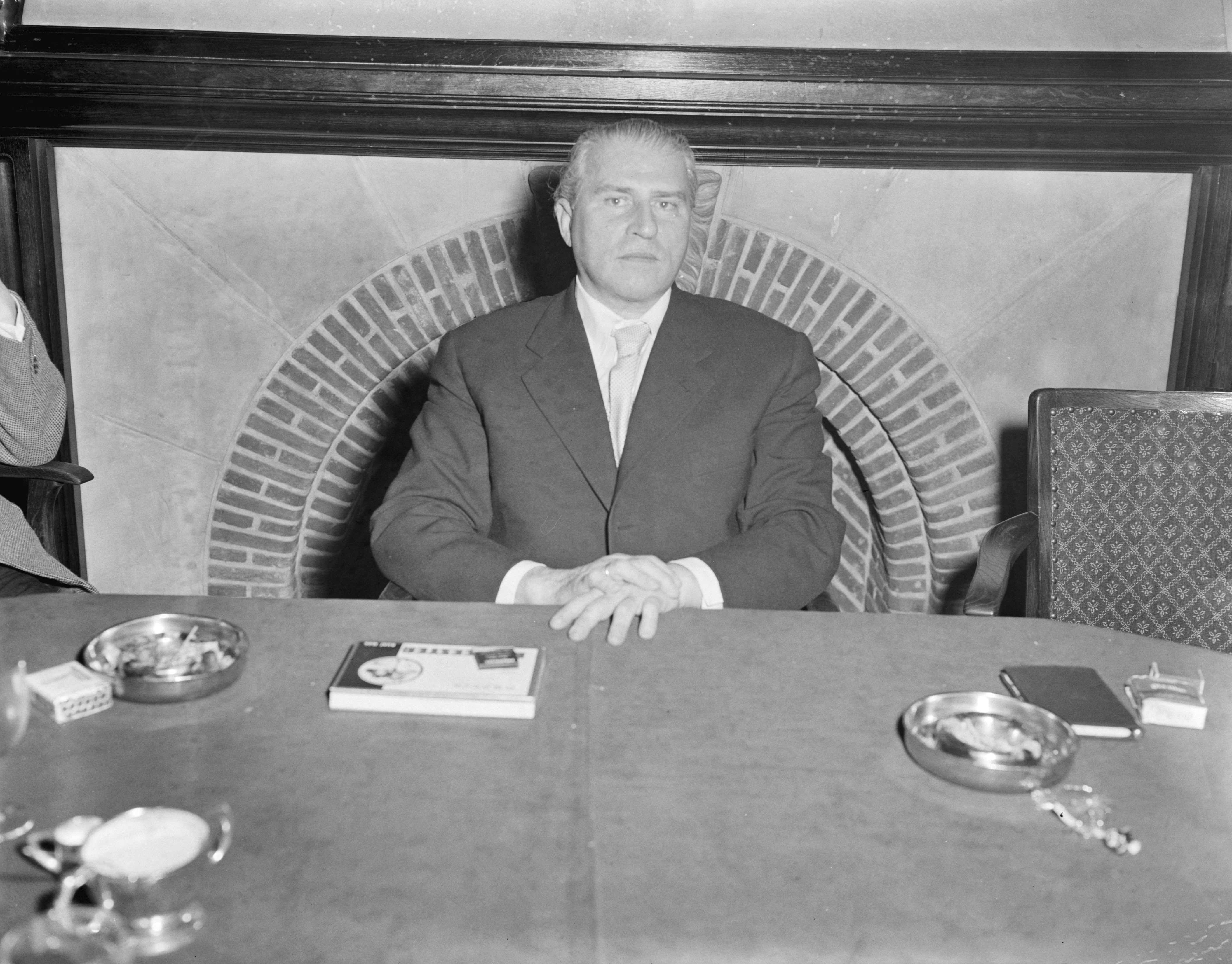
Zuckmayer in Amsterdam (1956)

Sein 1946 in Zürich uraufgeführtes Stück Des Teufels General, das er unter dem Eindruck des Todes von Ernst Udet begonnen hatte, wurde sein größter Nachkriegserfolg auf dem westdeutschen Theater. Allein in der Spielzeit 1948/49 wurde es 2069 Mal gespielt. Resigniert musste Zuckmayer später feststellen, dass sein Bühnenerfolg weniger auf der antifaschistischen Tendenz beruhte, was sich etwa in der Kreation des Begriffs Völkermühle Europas als Metapher für das Rheinland ausdrückte, sondern dass das Stück wegen des Identifikationsangebots mit einem schneidigen Kriegshelden Beifall fand. Mit Dramen wie Der Gesang im Feuerofen (1950) über Widerstand und Kollaboration in Frankreich während des Zweiten Weltkriegs und Das kalte Licht (1955) über einen Fall von Atomspionage war Zuckmayer im Westen auch in den 1950er Jahren der erfolgreichste deutsche Dramatiker. Das führte auch zu zahlreichen Verfilmungen, unter anderem durch Helmut Käutner. Mit Beginn der 1960er Jahre sank das Interesse an seinen Stücken rapide, weil ihr formaler Traditionalismus nicht mehr dem Zeitgeschmack von Regisseuren und Intendanten entsprach. Über die Gründe für diese Entwicklung verständigte sich Zuckmayer in den 1970er Jahren in einem ebenso kurzen wie aufschlussreichen Briefwechsel mit Tankred Dorst.

### Schweiz

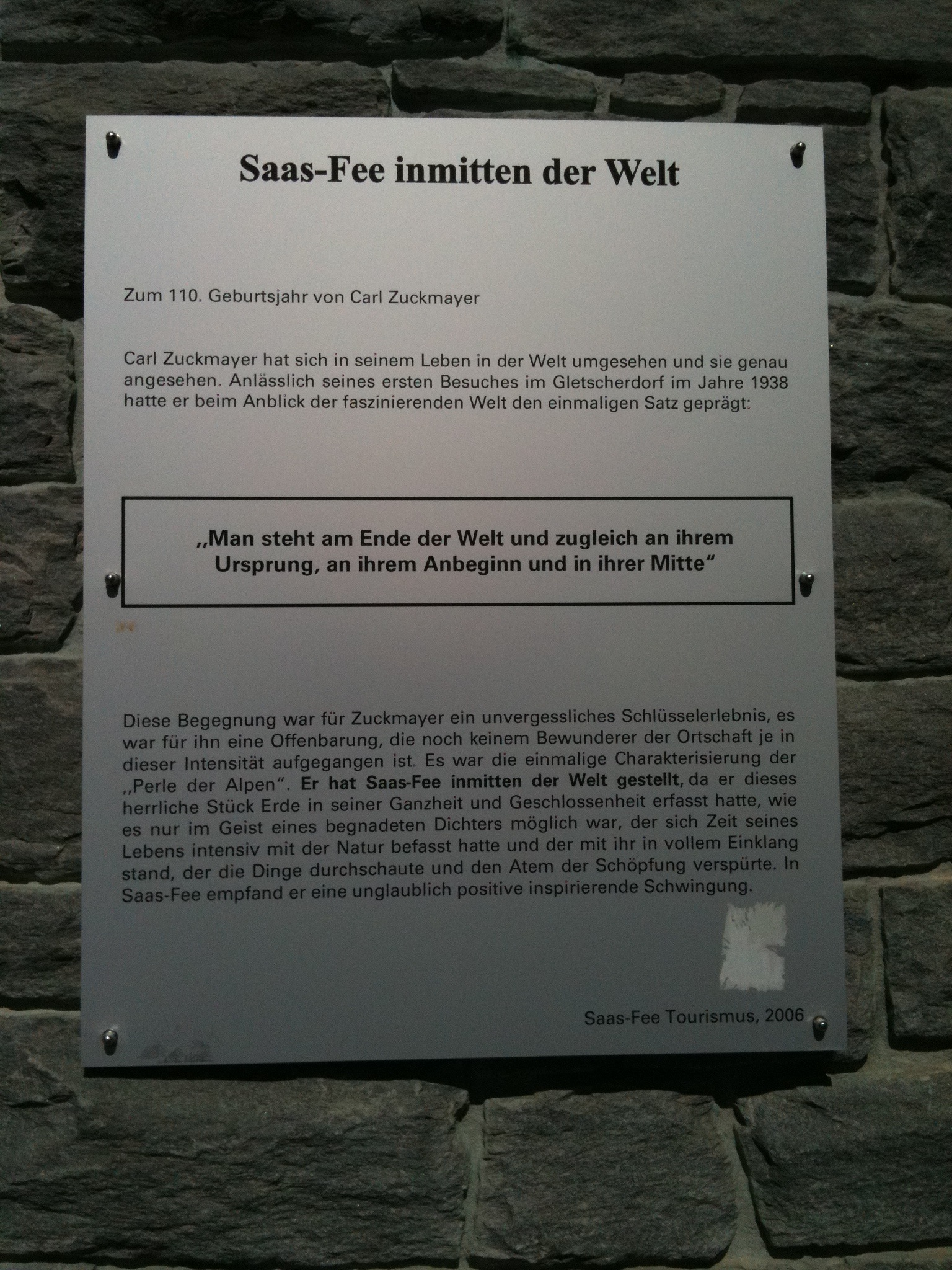
Inschrift an der Herz-Jesu-Kirche in Saas-Fee zu einem Ausspruch Carl Zuckmayers

1957 erwarb er in Saas-Fee im Schweizer Kanton Wallis ein Haus und ließ sich dort nieder. 1966 wurde ihm mit dem Gemeindebürgerrecht von Saas-Fee das Schweizer Bürgerrecht verliehen.
Im selben Jahr veröffentlichte er seine Autobiografie Als wär’s ein Stück von mir, die ein „long time seller“ wurde und sich bis heute weit über eine Million Mal verkaufte.
1967 nahm Zuckmayers Freundschaft mit dem damals weltbekannten evangelisch-reformierten Basler Theologen Karl Barth ihren Anfang, die für Zuckmayer eine späte und vertiefte Auseinandersetzung mit theologischen Fragen mit sich brachte. Zuckmayer selbst sah sich in dieser Zeit als einen gläubigen, aber kritischen Katholiken:

„Aber wenn ich einem meiner literarischen Kollegen gestehen würde, daß für mich die Eucharistie ein echter Trost ist – ich habe am letzten Sonntag daran teilgenommen und werde es an diesem wieder tun – so würden die mich für hirnverbrannt halten […]“

Er starb nach kurzer Krankheit am 18. Januar 1977 im Alter von 80 Jahren in Visp. Seine Beisetzung fand am 22. Januar 1977 auf dem Friedhof in Saas-Fee statt. Der Friedhofsteil, auf dem Zuckmayer und seine Frau begraben waren, wurde 2012 aufgelöst. Das Grab des Ehepaars wurde als einziges verlegt und dann neugestaltet.

### Nachwirkung

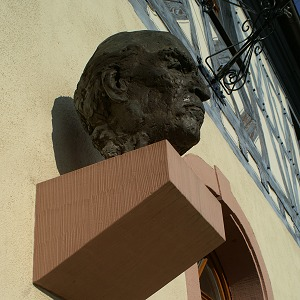
Carl-Zuckmayer-Büste am Eingang zur Ortsverwaltung Nackenheim

Zuckmayers Nachlass befindet sich im Deutschen Literaturarchiv in Marbach am Neckar. Teile davon sind dort im Literaturmuseum der Moderne in der Dauerausstellung zu sehen, unter anderem das Drehbuch zu Der blaue Engel.
Einige Materialien über die Emigrationszeit befinden sich im Privatarchiv von Richard Albrecht. Im Andenken an Carl Zuckmayer wird seit 1979 vom Land Rheinland-Pfalz die Carl-Zuckmayer-Medaille alljährlich an seinem Todestag verliehen. Dieser Literaturpreis ehrt die „Verdienste um die deutsche Sprache und um das künstlerische Wort“. Marcel Reich-Ranicki bewertete Zuckmayers Position in der Literaturgeschichte auf folgende Weise:

„Für die Kritik galt er oft als zu volkstümlich und für das Volk bisweilen als zu kritisch. Die Linken hielten ihn für konservativ und die Konservativen für allzu links. So saß er oft zwischen allen Stühlen. Das jedoch ist für einen Schriftsteller kein schlechter Platz.“

## Auszeichnungen, Ehrungen und Mitgliedschaften

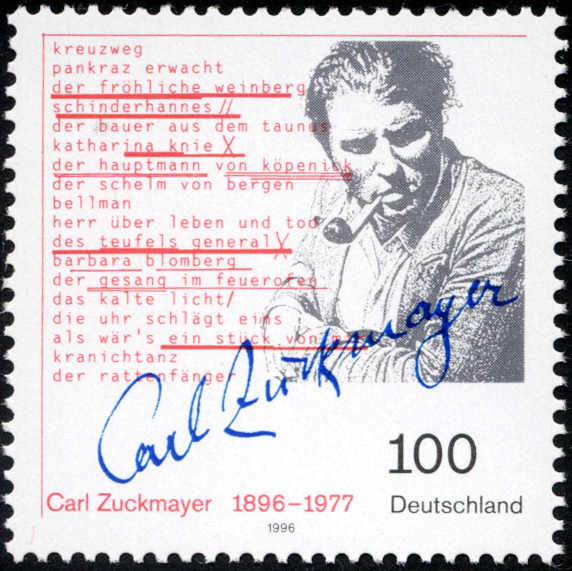
Briefmarke der Deutschen Post zu Ehren Carl Zuckmayers 1996

### Kriegsauszeichnungen
- 1915: Eisernes Kreuz Zweiter Klasse
- 1916: Eisernes Kreuz Erster Klasse
- 1917: Hessische Tapferkeitsmedaille
- 1917: Zähringer Löwe (mit Eichenlaub und Schwertern, vermutlich zum Ritterkreuz II. oder I. Klasse)

### Auszeichnungen für kulturelles Wirken
- 1925: Kleist-Preis
- 1929: Georg-Büchner-Preis
- 1952: Goethe-Preis der Stadt Frankfurt am Main
- 1952: Ehrenbürger seines Geburtsortes Nackenheim
- 1953: Ehrenmedaille der Stadt Göttingen
- 1955: Großes Bundesverdienstkreuz mit Stern
- 1955: Deutscher Weinkulturpreis
- 1957: Ehrendoktor der Universität Bonn
- 1960: Großer Österreichischer Staatspreis für Literatur
- 1961: Ehrenbürger von Saas Fee
- 1962: Ehrenbürgerschaft von Mainz
- 1967: Ehrenbürger der Universität Heidelberg
- 1967: Pour le mérite für Wissenschaften und Künste
- 1968: Österreichisches Ehrenzeichen für Wissenschaft und Kunst
- 1971: Ehrenring der Stadt Wien
- 1972: Heinrich-Heine-Preis der Stadt Düsseldorf
- 1975: Ring des Landes Salzburg

### Benennungen
Mehrere Schulen in Rheinland-Pfalz und anderswo sind nach Carl Zuckmayer benannt. So trägt die Grundschule in seinem Geburtsort Nackenheim seinen Namen. Im benachbarten Nierstein gibt es die Carl-Zuckmayer-Realschule plus und Fachoberschule. Die Landeshauptstadt Mainz verfügt über ein Carl-Zuckmayer-Schulzentrum. In Berlin-Neukölln ist eine integrierte Sekundarschule nach Zuckmayer benannt.
In zahlreichen deutschen Städten und Gemeinden tragen Straßen, Wege und Plätze Zuckmayers Namen, darunter in München, Heidelberg und Mainz. In Salzburg gibt es eine Carl-Zuckmayer-Straße, in Saas-Fee einen Carl-Zuckmayer-Weg. Auch in Henndorf sind eine Straße und ein Weg nach ihm benannt.
Im Rudolph-Wilde-Park in Berlin-Schöneberg befindet sich die Carl-Zuckmayer-Brücke.
1999 wurde Carl Zuckmayer Namensgeber für den Asteroiden (8058) Zuckmayer.

## Werke (Auswahl)

### Dramen
- Kreuzweg. Drama. München (Kurt Wolff) 1921. UA 20. Dezember 1920 Berlin (Staatliches Schauspielhaus)
- Der Eunuch (1922). Erstdruck (mit einem Beitrag von Gunther Nickel zur Entstehungs- und Aufführungsgeschichte) in: Jahrbuch zur Literatur der Weimarer Republik, Bd. 3 (1997), S. 47–122
- Kiktahan, oder Die Hinterwäldler. Ein Stück aus dem fernen Westen in drei Akten (Pankraz erwacht oder Die Hinterwäldler). Potsdam (Gustav Kiepenheuer) 1925. UA 15. Februar 1925 an der Berlin (Junge Bühne) Der Hauptmann von Köpenick 1931

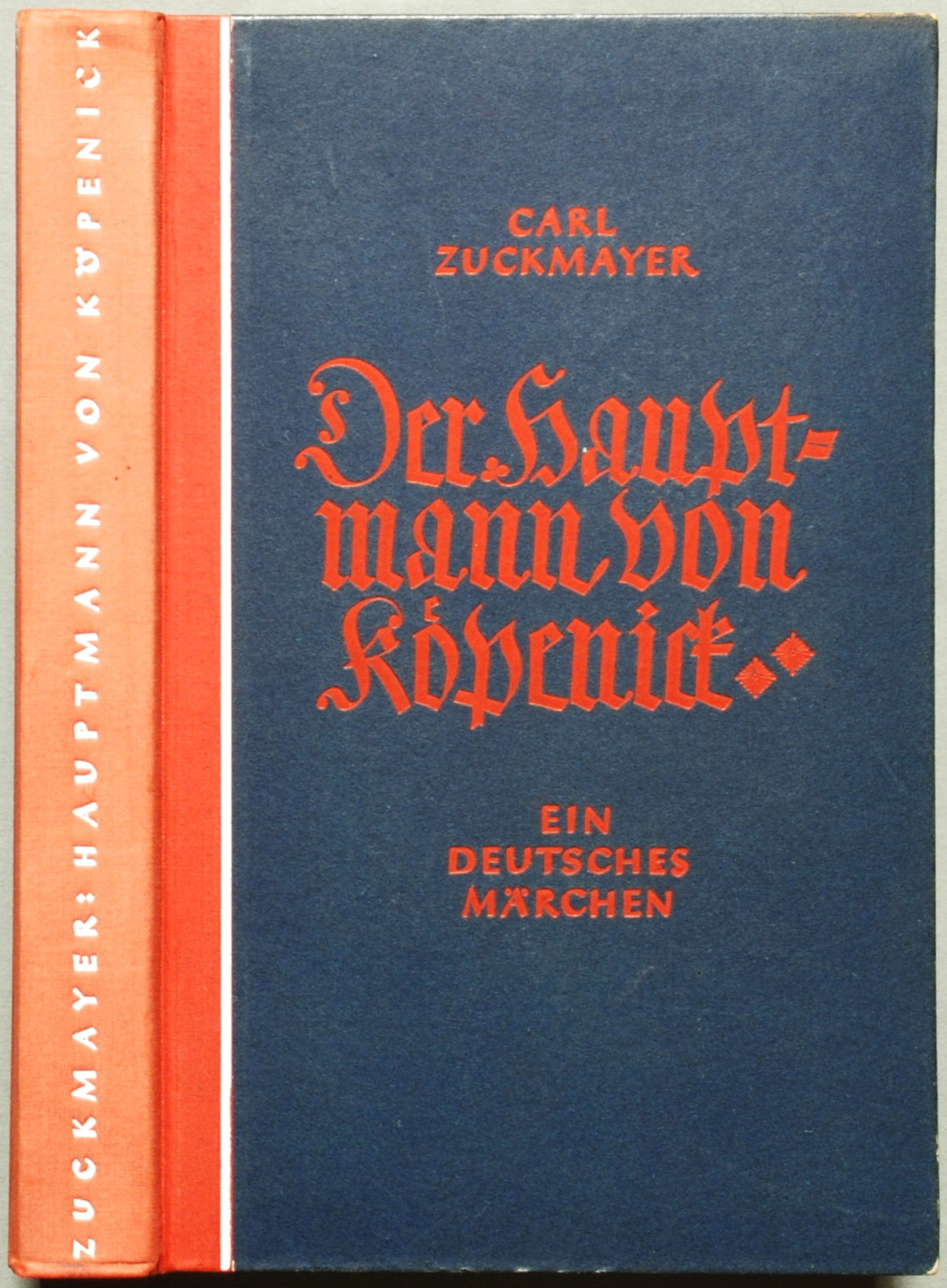
Der Hauptmann von Köpenick 1931

- Der fröhliche Weinberg. Lustspiel in drei Akten. Berlin (Propyläen) 1925. UA 22. Dezember 1925 Berlin (Theater am Schiffbauerdamm)
- Schinderhannes. Schauspiel in vier Akten. Berlin (Propyläen) 1927. UA 14. Oktober 1927 Berlin (Lessingtheater)
- Der blaue Engel. Drehbuch (1929; zusammen mit Karl Gustav Vollmoeller und Robert Liebmann; nach Heinrich Mann)
  - Drehbuchentwürfe, hrsg. von Luise Dirscherl und Gunther Nickel. St. Ingbert (Röhrig Universitätsverlag) 2000
- Katharina Knie. Ein Seiltänzerstück in vier Akten. Berlin (Propyläen) 1927. UA 21. Dezember 1928 Berlin (Lessingtheater)
- Kakadu-Kakada. Ein Kinderstück. Berlin (Propyläen) 1929. UA 18. Januar 1930 Berlin (Deutsches Künstlertheater)
- Der Hauptmann von Köpenick. Ein deutsches Märchen in drei Akten. Berlin (Propyläen) 1931. UA 5. März 1931 Berlin (Deutsches Theater)
- Der Schelm von Bergen. Schauspiel in einem Vorspiel und drei Akten. Berlin (Propyläen) 1934. UA 21. Oktober 1934 Wien (Burgtheater)
- Rembrandt. Drehbuch (1936; zusammen mit Lajos Biró und June Head). Buchausgabe: Rembrandt. Ein Film. Frankfurt/Main (Fischer) 1980
- Bellman. Schauspiel in drei Akten. Chur (A.G. für Verlagsrechte) 1938. UA 14. November 1938 Zürich (Schauspielhaus). Buchausgabe: Ulla Winblad oder Musik und Leben des Carl Michael Bellman. Drama in Prosa. Frankfurt/Main und Berlin (S. Fischer) 1953 (mit Noten)[Anmerkung 2]
- Des Teufels General. Drama in drei Akten (1945). Stockholm (Bermann-Fischer) 1946. UA 14. Dezember 1946 Zürich (Schauspielhaus)
- Die Weisse Rose. Filmentwurf (1947)[36]
- Barbara Blomberg. Ein Stück in drei Akten. Amsterdam (Bermann-Fischer) 1949. UA 30. April 1949 Konstanz
- Der Gesang im Feuerofen. Drama in drei Akten. Frankfurt/Main (S. Fischer) 1950. UA 3. November 1950 Göttingen
- Herbert Engelmann. Aus dem Nachlaß von Gerhart Hauptmann, ausgeführt von Carl Zuckmayer. UA 8. März 1952 Wien (Burgtheater im Akademietheater; Regie: Berthold Viertel; mit O. W. Fischer u. a.)
- Das kalte Licht. Drama in drei Akten (14 Bildern). Frankfurt/Main (S. Fischer) 1955. UA 3. September 1955 Hamburg (Deutsches Schauspielhaus; Regie: Gustaf Gründgens)

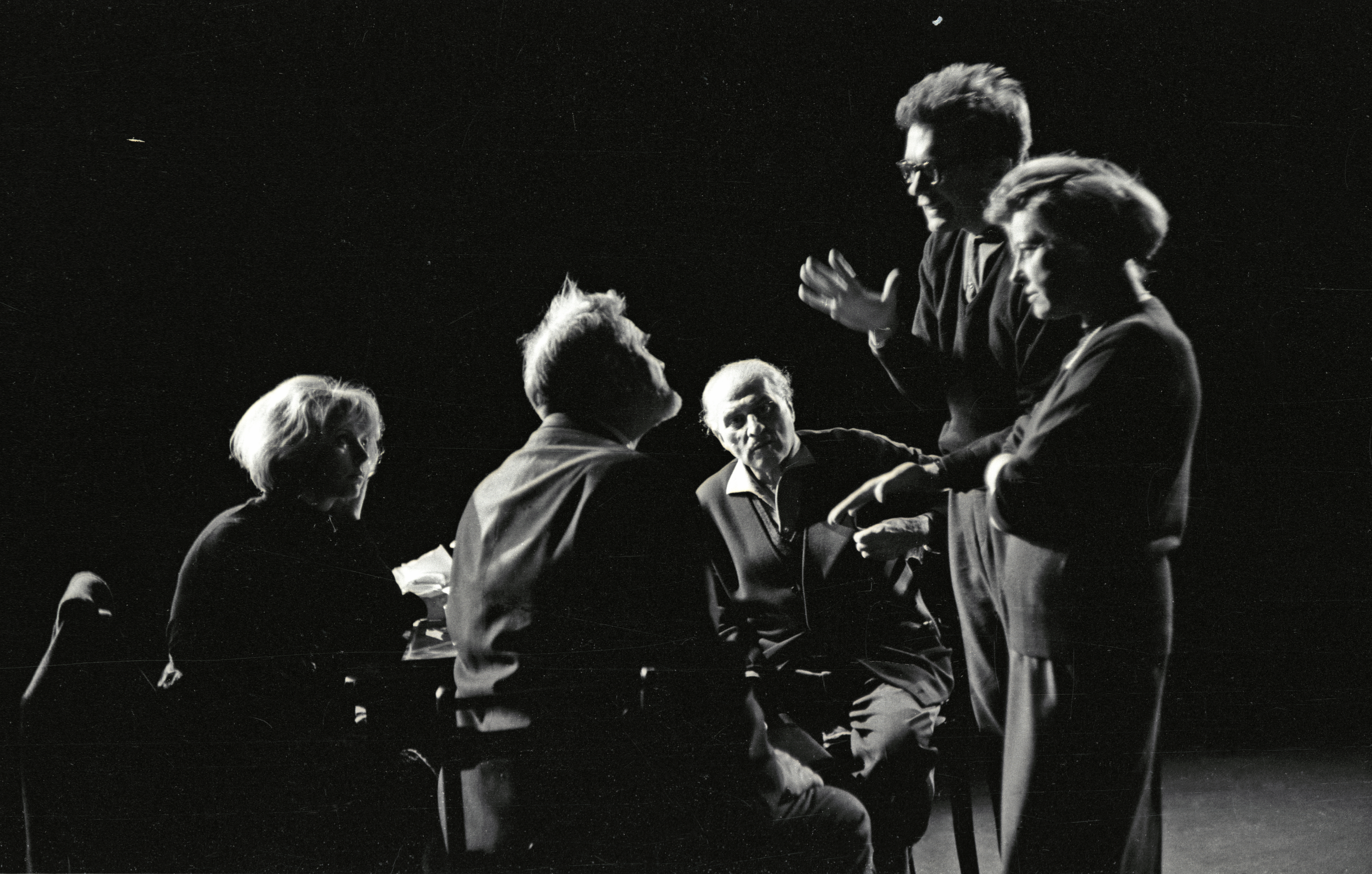
Proben zur Uraufführung von Das Leben des Horace A. W. Tabor, Zuckmayer in der Mitte

- Die Uhr schlägt eins. Ein historisches Drama aus der Gegenwart. Frankfurt/Main (S. Fischer) 1961
- Kranichtanz. Ein Akt. Erstdruck in: Die Neue Rundschau 1961. UA 8. Januar 1967 Zürich (Schauspielhaus; Regie: Leopold Lindtberg)
- Das Leben des Horace A. W. Tabor. Ein Stück aus den Tagen der letzten Könige (1962–64). Frankfurt/Main (S. Fischer) 1964. UA 18. November 1964 Zürich (Schauspielhaus; Regie: Werner Düggelin)

Hörspielfassung unter dem Titel:  Midas der schimmernden Berge
- Der Rattenfänger. Eine Fabel. Frankfurt/Main (S. Fischer) 1975. UA 22. Februar 1975 Zürich (Schauspielhaus; Regie: Leopold Lindtberg)
  - Bearbeitung für die Opernbühne: Der Rattenfänger (1984–87). Libretto:?. Musik: Friedrich Cerha. UA 1987 Graz

### Lyrik
- Der Baum. Gedichte. Berlin (Propyläen) 1926
- Abschied und Wiederkehr. Gedichte 1917–1976. Hrsg. von Alice Zuckmayer (1977)

### Libretti
- Heimkehr. Mainzer Kantate (1962; nicht vertont)
- Mainzer Umzug. Volksvergnügen für Singstimmen, gemischten Chor und Orchester. Mainz (B. Schott’s Söhne) 1962. Musik: Paul Hindemith. UA 23. Juni 1962 Mainz (Stadttheater; Dirigent: Paul Hindemith)

### Erzählende Prosa
- Sitting Bull. Erzählung (1925). Erstdruck 1960 in den Gesammelten Werken
- Ein Bauer aus dem Taunus und andere Geschichten. Berlin (Propyläen) 1927
- Eine Weihnachtsgeschichte. Erstdruck: Vossische Zeitung, 25. Dezember 1931. Buchausgabe Zürich (Arche) 1962
- Die Affenhochzeit. Novelle. Berlin (Propyläen) 1932
- Eine Liebesgeschichte. Erzählung. Berlin (S. Fischer) 1934 (Verfilmung 1954)
- Salwáre oder Die Magdalena von Bozen. Roman. Berlin (S. Fischer) 1934 (vor Auslieferung beschlagnahmt). Wien (Bermann-Fischer) 1936
- Ein Sommer in Österreich. Erzählung. Wien (Bermann-Fischer) 1937
- Pro Domo. Autobiographischer Bericht Stockholm (Bermann-Fischer) 1938 (in der Reihe Ausblicke)
- Herr über Leben und Tod. Roman. Stockholm (Bermann-Fischer) 1938
- Second Wind. Autobiographie. Übersetzung ins Englische: E. R. Hapgood. Vorwort: Dorothy Thompson. New York (Doubleday, Doran) 1940; London (Harrap) 1941
- Der Seelenbräu. Erzählung. Stockholm (Bermann-Fischer) 1945
- Engele von Loewen. Erzählungen Zürich (Classen) 1955 (in der Reihe Vom Dauernden der Zeit, Bd. 72)
- Die Fastnachtsbeichte. Erzählung. Frankfurt/Main: (S. Fischer) 1959
- Geschichten aus vierzig Jahren. Frankfurt/Main (S. Fischer) 1962
- Als wär’s ein Stück von mir. Horen der Freundschaft. Autobiographie. Frankfurt/Main: (S. Fischer) 1966 (Platz 1 der Spiegel-Bestsellerliste vom 17. Oktober 1966 bis zum 28. Mai 1967 und vom 12. Juni bis zum 16. Juli 1967) Neue Auflage 1994, ISBN 3-10-396502-8.
- Auf einem Weg im Frühling. Wiedersehen mit einer Stadt. Aus dem Stegreif erzählt. Erzählung. Salzburg (Residenz) 1970
- Henndorfer Pastorale. Salzburg (Residenz) 1970
- Vermonter Roman. Aus dem Nachlass. Frankfurt/Main (S. Fischer) 1996

### Essays und Reden
- Gerhart Hauptmann. Rede zu seinem siebzigsten Geburtstag, gehalten bei der offiziellen Feier der Stadt Berlin. Privatdruck 1932
- Pro Domo. Essay. Stockholm 1938
- Carlo Mierendorff. Porträt eines deutschen Sozialisten. Gedächtnisrede. New York: (Selbstverlag) 1944; Suhrkamp, Berlin 1947
- Die Brüder Grimm. Ein deutscher Beitrag zur Humanität. Essay. Suhrkamp, Frankfurt am Main 1948
- Die langen Wege. Ein Stück Rechenschaft. Rede. S. Fischer, Frankfurt am Main 1952
- Beitrag in: Fünfzig Jahre Düsseldorfer Schauspielhaus 1905–1955. Düsseldorf 1955
- Ein Blick auf den Rhein. Rede zur Verleihung der Ehrendoktorwürde der Universität Bonn am 10. Mai 1957. Einführung: Benno von Wiese. Bonn (Hanstein) 1957 (Bonner akademische Reden, Bd. 18)
- Ein Weg zu Schiller. Eine Rede. S. Fischer, Frankfurt am Main 1959
- Das Ziel ist Klasse. Humanistisches Gymnasium in Anekdote und Reflexion. Festrede zum vierhundertjährigen Bestehen des Humanistischen Gymnasiums in Mainz am 27. Mai 1962. Zabern, Mainz 1962
- Ein voller Erdentag. Zu Gerhart Hauptmanns hundertstem Geburtstag. Festrede. S. Fischer, Frankfurt 1962
- Für Gertrud von Le Fort. 11. Oktober 1966. Privatdruck 1966
- Scholar zwischen gestern und morgen. Vortrag in der Universität Heidelberg anlässlich der Ernennung zum Ehrenbürger am 23. November 1967. Brausdruck, Heidelberg 1967
- Memento zum zwanzigsten Juli. S. Fischer, Frankfurt 1969
- Über die musische Bestimmung des Menschen. Rede zur Eröffnung der Salzburger Festspiele 1970. Festungsverlag, Salzburg 1970 (dreisprachig de-fr-en)
- Aufruf zum Leben. Porträts und Zeugnisse aus bewegten Zeiten. S. Fischer, Frankfurt 1976

### Editionen
- Gesammelte Werke in vier Einzelbänden: Die Deutschen Dramen / Gedichte 1916–1948 / Komödie und Volksstück / Die Erzählungen. 1947–1952
- Gesammelte Werke in vier Bänden. S. Fischer, Berlin / Frankfurt am Main 1960
- Zehnbändige Taschenbuchausgabe Gesammelter Werke. S. Fischer, Frankfurt am Main 1976
- Gesammelte Werke in Einzelbänden, hrsg. von Knut Beck und Maria Guttenbrunner-Zuckmayer. S. Fischer, Frankfurt am Main 1995–1997.

### Briefe und andere Dokumente
- K. O. Paetel: Deutsche innere Emigration. Anti-nationalsozialistische Zeugnisse aus Deutschland. Mit Originalbeiträgen von Carl Zuckmayer und Dorothy Thompson. New York (Krause) 1946 (Dokumente des anderen Deutschlands, Bd. 4)
- Fülle der Zeit. Carl Zuckmayer und sein Werk. Frankfurt/Main (S. Fischer) 1956
- Carl Zuckmayer in Mainz. Redaktion Walter Heist. Mainz (Krach) 1970
- Späte Freundschaft in Briefen. Briefwechsel mit Karl Barth, Herausgegeben von Hinrich Stoevesandt, Zürich (Theologischer Verlag), 1977
- Carl Zuckmayer – Paula Wessely, in: Blätter der Carl-Zuckmayer-Gesellschaft, Jg. 4, H. 4 vom 1. November 1978, S. 124–128
- Carl Zuckmayer und Gustaf Gründgens, mitgeteilt von Rolf Badenhausen, in: Blätter der Carl-Zuckmayer-Gesellschaft, Jg. 5, H. 4. vom 1. November 1979, S. 214–243
- Carl Zuckmayer und sein Bibliograph. Aus dem Briefwechsel mit Arnold J. Jacobius 1953–1976, mitgeteilt von Gerald P. R. Martin, in: Blätter der Carl-Zuckmayer-Gesellschaft, Jg. 6, H. 3 vom 1. August 1980, S. 117–157
- Einmal, wenn alles vorüber ist. Briefe an Kurt Grell. Gedichte, Dramen, Prosa aus den Jahren 1914–1920. Frankfurt am Main (S. Fischer) 1981
- Carl Zuckmayer und die Lindemanns. Aus seiner Korrespondenz mit Louise Dumont und Gustav Lindemann 1926–1931, mitgeteilt von Winrich Meiszies, in: Blätter der Carl-Zuckmayer-Gesellschaft, Jg. 8, H. 1 vom 1. Februar 1982, S. 34–48
- „Ganz neu aus meiner Phantasie“. Der Weg zum Rattenfänger, dargestellt an Carl Zuckmayers Briefwechsel mit Günther Niemeyer in den Jahren 1964–1975, zusammengestellt von Gerald Martin, in: Blätter der Carl-Zuckmayer-Gesellschaft, Jg. 8, H. 4 vom 1. November 1982, S. 173–211
- „Wir sind noch dem Wunder begegnet …“ Der Briefwechsel zwischen Carl Zuckmayer und Fritz Usinger 1919–1976, zusammengestellt von Gerald P. R. Martin, in: Blätter der Carl-Zuckmayer-Gesellschaft, Jg. 10, 1984, H. 1, S. 7–58
- Carl Zuckmayer, Gottfried von Einem. Aus der Korrespondenz des Autors mit dem Komponisten der Rattenfänger-Musik. Zusammengestellt von Gerald Martin. In: Blätter der Carl-Zuckmayer-Gesellschaft, Jg. 8, H. 4 vom 1. November 1982, S. 212–222
- Carl Zuckmayer, Paul Hindemith: Briefwechsel, ediert, eingeleitet und kommentiert von Gunther Nickel und Giselher Schubert, in: Zuckmayer-Jahrbuch, Bd. 1, 1998, S. 9–118
- Carl Zuckmayer, Max Frisch: Briefwechsel, ediert, eingeleitet und kommentiert von Walter Obschlager, in: Zuckmayer-Jahrbuch, Bd. 3, S. 247–279
- Carl Zuckmayer und Friedrich Dürrenmatt – eine Dokumentation, ediert, eingeleitet und kommentiert von Rudolf Probst und Ulrich Weber, in: Zuckmayer-Jahrbuch, Bd. 3, S. 273–297
- „Ihnen bisher nicht begegnet zu sein, empfinde ich als einen der größten Mängel in meinem Leben“. Der Briefwechsel zwischen Ernst Jünger und Carl Zuckmayer. Deutsch und Französisch. In: Les Carnets Ernst Jünger (Montpellier), Nr. 2 (1997), S. 139–165 (dt.) und 167–195 (frz.); erweiterte dt. Fassung in: Zuckmayer-Jahrbuch, Bd. 2, 1999, S. 515–547
- Carl Zuckmayer – Carl Jacob Burckhardt, Briefwechsel, ediert eingeleitet und kommentiert von Gunther Nickel und Claudia Mertz-Rychner, in: Zuckmayer-Jahrbuch, Bd. 3, 2000, S. 11–243
- Carl Zuckmayer, Geheimreport, hrsg. von Gunther Nickel und Johanna Schrön. Göttingen (Wallstein) 2002, ISBN 3-89244-599-0. (Dossiers über deutsche Künstler, Journalisten und Verleger im „Dritten Reich“)
- „Ich bange um die Eiszeit ‚als wärs ein Stück von mir‘“. Der Briefwechsel zwischen Carl Zuckmayer und Tankred Dorst, ediert, eingeleitet und kommentiert von Heidrun Ehrke-Rotermund. In: Zuckmayer-Jahrbuch, Bd. 5, 2002, S. 11–73
- Carl Zuckmayer, Briefe an Hans Schiebelhuth 1921–1936, ediert, eingeleitet und kommentiert von Gunther Nickel. In: Zuckmayer-Jahrbuch, Bd. 6, 2003, S. 9–85
- Alice und Carl Zuckmayer – Alma Mahler-Werfel und Franz Werfel: Briefwechsel, ediert, eingeleitet und kommentiert von Hans Wagener. In: Zuckmayer-Jahrbuch, Bd. 6, 2003, S. 89–218
- Carl Zuckmayer, Gottfried Bermann Fischer: Briefwechsel, hrsg. von Irene Nawrocka. Göttingen (Wallstein) 2004
- Carl Zuckmayer, Annemarie Seidel: Briefwechsel, hrsg. von Gunther Nickel. Göttingen (Wallstein) 2003
- Carl Zuckmayer, Deutschlandbericht für das Kriegsministerium der Vereinigten Staaten von Amerika (1947), hrsg. von Gunther Nickel, Johanna Schrön und Hans Wagener. Göttingen (Wallstein) 2004, ISBN 3-89244-771-3.
- Carl Zuckmayer, Alexander Lernet-Holenia: Briefwechsel, ediert, eingeleitet und kommentiert von Gunther Nickel. In: Zuckmayer-Jahrbuch, Bd. 8, 2006, S. 9–185
- Carl Zuckmayer, Albrecht Joseph: Briefwechsel, hrsg. von Gunther Nickel. Göttingen (Wallstein) 2007
- Carl Zuckmayer, Josef Halperin: Briefwechsel, ediert, eingeleitet und kommentiert von Gunther Nickel. In: Zuckmayer-Jahrbuch, Bd. 10, 2010, S. 9–182
- Carl Zuckmayer, Theodor Heuss: Briefwechsel, ediert, eingeleitet und kommentiert von Gunther Nickel. In: Zuckmayer-Jahrbuch, Bd. 11, 2012, S. 9–177

## Verfilmungen
- 1926 Qualen der Nacht. Regie: Kurt Bernhardt (mit Wilhelm Dieterle und Alexander Granach)
- 1928 Schinderhannes. Regie: Kurt Bernhardt
- 1929 Katharina Knie. Regie: Karl Grune (mit Willi Forst, Viktor de Kowa und Ernst Busch)
- 1931: Der Hauptmann von Köpenick. Regie: Richard Oswald (mit Max Adalbert)
- 1941/45 I was a Criminal (Der Hauptmann von Köpenick). Regie: Richard Oswald (mit Albert Bassermann)
- 1948 Nach dem Sturm. Regie: Gustav Ucicky (mit Marte Harell und Erwin Kalser)
- 1950 Der Seelenbräu. Regie: Gustav Ucicky (mit Paul Hörbiger)
- 1952 Der fröhliche Weinberg. Regie: Erich Engel (mit Gustav Knuth und Camilla Spira)
- 1954 Eine Liebesgeschichte. Regie: Rudolf Jugert (mit Hildegard Knef, O. W. Fischer und Viktor de Kowa)
- 1955 Des Teufels General. Regie: Helmut Käutner (mit Curd Jürgens, Marianne Koch und Viktor de Kowa)
- 1956 Ein Mädchen aus Flandern (Engele von Loewen). Regie: Helmut Käutner (mit Maximilian Schell, Gert Fröbe und Nicole Berger)
- 1956 Der Hauptmann von Köpenick. Regie: Helmut Käutner (mit Heinz Rühmann, Martin Held und Hannelore Schroth)
- 1958 Der Schinderhannes. Regie: Helmut Käutner (mit Curd Jürgens, Maria Schell und Siegfried Lowitz)
- 1960 Die Fastnachtsbeichte. Regie: Wilhelm Dieterle (mit Hans Söhnker, Gitty Daruga und Götz George)
- 1960 Der Hauptmann von Köpenick mit Rudolf Platte
- 1961 Der fröhliche Weinberg. Regie: Hermann Pfeiffer (mit Erwin Linder, Kurt Großkurth und Monika Dahlberg)
- 1997 Der Hauptmann von Köpenick. Regie: Frank Beyer (mit Harald Juhnke, Udo Samel, Elisabeth Trissenaar und Katharina Thalbach)

### Dokumentarfilm
- Deutsche Lebensläufe: Carl Zuckmayer. Dokumentation, 45 Min., ein Film von Simone Reuter, Produktion: SWR, Erstsendung: 18. Januar 2007